# Xã Iowa, Quận Sherman, Kansas
Xã Iowa (tiếng Anh: Iowa Township) là một xã thuộc quận Sherman, tiểu bang Kansas, Hoa Kỳ. Năm 2010, dân số của xã này là 31 người.